# 灰塚山古墳
灰塚山古墳（はいづかやまこふん）は、福島県喜多方市慶徳町新宮にある古墳。形状は前方後円墳。宇内青津古墳群を構成する古墳の1つ。史跡指定はされていない。

## 概要
福島県西部、会津盆地西縁の丘陵末端部に築造された古墳である。盆地西部に分布する宇内青津古墳群のうちでは最北に位置する。これまでには東北学院大学による数次の発掘調査が実施されている。
墳形は前方後円形で、前方部を北東方に向ける。墳丘長は61.2メートルを測り、宇内青津古墳群では亀ヶ森古墳（会津坂下町、墳丘長127.3メートル）に次ぐ第2位の規模になる。埋葬施設は箱式石棺1基・木棺2基からなり、調査では箱式石棺から人骨が、棺内外から銅鏡や大量の鉄製品などが検出された。特に人骨はほぼ全身を極めて良い保存状態で遺存する点で特筆される。
築造時期は、古墳時代中期頃と推定される。本古墳で見られた鉄製品の大量出土は、古墳時代中期の古墳としては東北地方では初めてとなる点で特筆される。通説では、会津地方は古墳時代前期から中期に至ってヤマト王権との関係性が薄れたとされるが、本古墳で見られる鉄製品の大量出土や箱式石棺の採用にはヤマト王権との強いつながりが想定され、通説の見直しを示唆する点で重要視される古墳になる。
なお、付近には古墳時代の豪族居館跡とされる古屋敷遺跡（国の史跡）があり、本古墳の被葬者をその首長とする説がある
また後世の中世期には古墳東側で新宮城（国の史跡）が築城されており、その頃に古墳域は新宮氏の墓所に使用された可能性が指摘される。その後江戸時代には、後円部墳頂に礫石の経塚も築かれている。

## 遺跡歴
- 1986年（昭和61年）、測量調査（福島県立博物館）。
- 2011年度（平成23年度）、第1次発掘調査（東北学院大学文学部、2012年に報告）[4]。
- 2012年度（平成24年度）、第2次発掘調査（東北学院大学文学部、2013年に報告）[5]。
- 2013年度（平成25年度）、第3次発掘調査（東北学院大学文学部、2014年に報告）[6]。
- 2014年度（平成26年度）、第4次発掘調査（東北学院大学文学部、2015年に報告）[7]。
- 2015年度（平成27年度）、第5次発掘調査（東北学院大学文学部、2016年に報告）[1]。
- 2016年度（平成28年度）、第6・7次発掘調査（東北学院大学文学部、2017・2018年に報告）[8][9][2]。
- 2017年度（平成29年度）、第8次発掘調査（東北学院大学文学部、2018年に報告）[10]。
- 2018年度（平成30年度）、第9次発掘調査（東北学院大学文学部、2019年に報告）。

## 墳丘
墳丘の規模は次の通り。
- 墳丘長：61.2メートル
- 後円部直径：33.2メートル
- 前方部長さ：27.6メートル

## 関連文献
（記事執筆に使用していない関連文献）
- 「福島県喜多方市灰塚山古墳第9次発掘調査報告」『東北学院大学論集 歴史と文化』第59号、東北学院大学学術研究会、2019年、1-47頁。
- 辻秀人ら「特集 東北南部の中期古墳を考える」『宮城考古学』第22号、宮城県考古学会、2020年。